# 科爾夫灣

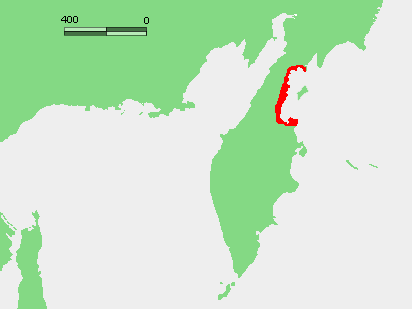

科爾夫灣是俄羅斯的海灣，位於堪察加半島離岸的白令海，長75公里、寬70公里，最大深度70米，有海象、鯨魚和鮭魚出沒，海邊城鎮有季利奇基和科爾夫。
60°02′N 165°44′E / 60.033°N 165.733°E